# Clockers (romanzo)
Clockers è un romanzo scritto da Richard Price nel 1992. La storia si svolge a Dempsey, nome di fantasia di una cittadina del New Jersey, alle porte di New York. Racconta le vicende dei due protagonisti: Strike, un piccolo spacciatore afro-americano che viene coinvolto nell'uccisione di un rivale, e il poliziotto della omicidi, Rocco Klein, ebreo di origini italiane - titolare dell'indagine. I temi sono la violenza, il razzismo, la vita disperata nei quartieri proletari dell'hinterland dell'Area metropolitana di New York e la possibilità di una redenzione attraverso la sofferenza: "potente... provocatorio... fondamentale".

## Origine
Scritto tra The Breaks e Freedomland, Clockers (1992) è stato nominato al National Book Critics Circle Award. Apprezzato per lo humor, la suspense, i dialoghi e lo sviluppo dei personaggi. Nel 1995, è stato portato sugli schermi da Spike Lee (sceneggiatura e regia) e Martin Scorsese (come produttore) - Clockers. Price e Lee compaiono nei titoli di coda come co-sceneggiatori.

## Struttura
È un romanzo con due personaggi principali, le cui storie si intrecciano assieme a quelle di decine di ragazzi che spacciano droga a ore (i clockers appunto), sullo sfondo di un agglomerato metropolitano, in cui regnano violenza e disperazione. La narrazione classica, viene sviluppata come in una sceneggiatura, con continui cambi di soggettiva. Un montaggio sincronizzato delle vite dei protagonisti - provenienti da mondi diversi - in un gioco di intrecci e collisioni. Price gestisce magnificamente il dialogo di questi due mondi: Strike e i suoi ragazzini parlano lo slang della strada, esotico e praticamente intraducibile: "Man, I dint even get out of first gear. I was like lop in' "; "What the hell you want with blocks for? You a in fant?". Il fronte poliziesco che si muove nella logica spietata del dare/avere, usa un linguaggio stenografico che richiama alla mente la scrittura di David Mamet: "No, hey, alls I'm saying is, this guy, you... I mean, you're probably a good soul and all, you want to help people, you care, like 'Here I am, what hurts?' Right? Right? Yeah? Well this is what I have to say to you..."

## Personaggi principali
- Ronald Dunham, detto Strike, vent'anni, nero, spaccia crack nei Roosevelt Projects di Dempsey, New Jersey. Succhia bottigliette di Yoo-Hoo e altre schifezze dolci per sopportare i dolori di un'ulcera perforata. Che non si cura. È convinto di essere innocente: "se non lo faccio io lo fa qualcun altro. L'unica cosa che cambia è il flusso di dollari che entrano nel mio portafogli".
- Victor Dunham, fratello di Strike, reo confesso dell'omicidio di Darryl. un bravo ragazzo che lavora sessanta ore a settimana e non ha mai fatto male a una mosca. Sostiene di aver agito per legittima difesa. Ma la sua storia non sta in piedi e l'agente della Omicidi, Rocco Klein non gli crede.
- Darryl Adams, la vittima, vice gestore di un ristorante dove "il fumo era così denso che sembrava avessero appiccato fuoco alle tovaglie".
- Rocco Klein, poliziotto ebreo di origini italiane. Non è più giovane, potrebbe andarsene in pensione senza problemi, ma decide di approfondire l'indagine perché è convinto di aver "arrestato il fratello sbagliato".
- Larry Mazilli, poliziotto, collega di Rocco, se fosse per lui la confessione di Victor avrebbe chiuso il caso.
- Rodney Little, spacciatore, diretto superiore di Strike nella gerarchia dei "dealers" di crack. È lui che spinge Strike a far fuori Darryl, ma non ha fatto i conti con il residuo di umanità che ancora alberga nella coscienza del suo uomo.
- Erroll Barnes, tossico, ammalato terminale di AIDS, killer spietato al soldo di Rodney, cerca di far fuori Strike ma viene freddato dal suo piccolo amico.
- Champ, boss del traffico di cocaina nell'area di Dempsy, capo di Rodney, un nero alto due metri che pesa centoquaranta chili e mette paura: "Adesso capiva cosa teneva tutti stregati, era l'aura del potere: una forza che si sprigionava fisicamente dal corpo di Champ".
- Buddha Hut, killer associato alla banda di Champ, fa fuori Papi, un piccolo spacciatore che ha sgarrato. È sospettato ingiustamente da Strike di essere l'assassino di Darryl.

## Trama

### Una morte nella terra che vive alla giornata
La scena si apre con una serie di immagini di cadaveri che insanguinano le strade dei "projects" i grandi agglomerati di edilizia popolare che costituiscono l'interland dell'Area metropolitana di New York. Il morto per terra è talmente comune che i poliziotti lo chiamano "un'altra macchia sull'asfalto". "Quando vi chinate sopra un cadavere, sulla scena del crimine, ricordatevi di infilare la cravatta nella camicia, altrimenti si sporcherà di sangue". Ronald Dunham, detto Strike, è un piccolo spacciatore a capo di una banda di ragazzini (i clockers), che lavorano a ore per distribuire il crack ai clienti di passaggio. Sono organizzati in modo da controllare le strade di accesso al conglomerato di palazzoni del Roosevelt Projects, un complesso di edilizia popolare perlopiù abitato da neri e da qualche bianco definito spregiativamente "white trash". L'organizzazione dei dealers è rigorosamente gerarchica: sopra Strike c'è Rodney, sopra Rodney regna Champ, il cui raggio d'azione spazia lungo tutta la sponda dell'Hudson che - dal New Jersey - guarda Manhattan. Le operazioni di spaccio e approvvigionamento si svolgono alla luce del sole, in mezzo a bambini e vecchiette che camminano nei cortili malconci. La logistica è perfettamente collaudata: ci sono sentinelle a tutti gli angoli di strada, codici per i segnali d'allarme, case sicure in cui depositare i soldi e la "roba". "Se devi pianificare i tuoi spostamenti con il crack e hai bisogno di una base logistica, ricordati di cambiare appartamento ogni giorno: ai poliziotti serve un mandato per fare irruzione. Prima che il giudice lo firmi, avrai già un altro indirizzo". Rodney ordina a Strike di uccidere Darryl Adams, uno spacciatore ai suoi ordini, che però vende di nascosto droga, fornita da altri grossisti. Strike è indeciso: sa che questa prova del fuoco farebbe fare un salto in avanti alla sua carriera. Ma non se la sente di ammazzare un collega a sangue freddo. Ne parla con il fratello Victor, che, mezzo ubriaco, gli dice di non preoccuparsi: ha lui "il suo uomo" che sistemerà la faccenda. Darryl viene ucciso con quattro colpi a distanza ravvicinata, di fronte all'Ahab, il ristorante economico di cui è vicegestore. Rocco Klein e Larry Mazzilli, i due agenti della squadra omicidi, giungono sulla scena del delitto quando ormai tutto il quartiere si è radunato intorno alle volanti della polizia.

### Concluso con un arresto
Rocco e il suo collega indagano sull'omicidio, chiedono informazioni ai testimoni, fanno il giro di routine dei locali attorno al ristorante, senza ottenere risposte consistenti. Ben presto però, Victor Dunham si costituisce e consegna l'arma del delitto. Ammette di aver ucciso Darryl ma sostiene di aver agito per legittima difesa. Una storia che Rocco non riesce a credere. Victor è il fratello di Strike. I due agenti dell'omicidi, hanno già un colpevole. Il caso potrebbe essere chiuso e Mazzilli se ne disinteressa. Ma Rocco è colpito dalla sincerità e dalle ottime referenze di Victor: ha due lavori, moglie, due bambini piccoli, non ha mai avuto precedenti, si ammazza di fatica per risparmiare un po' di soldi e togliersi dalla giungla in cui è nato. Tutti ne parlano bene. La storia della legittima difesa non regge: perché Darryl, che lavora nel ristorante, dovrebbe aggredire un passante casuale, proprio di fronte alla porta del suo locale? Ci deve essere un altro collegamento, oppure Victor sta coprendo qualcuno.

### Te la faccio pagare
Rocco, invece di lasciar perdere, come vorrebbe la consuetudine e come gli suggerisce Mazzilli, decide di approfondire le indagini. Prova a parlare con Strike che nega di conoscere Darryl e afferma di non aver visto suo fratello Victor da più di un mese. Rocco però scopre che Strike e Darryl hanno lavorato assieme, per un anno, nel locale di Rodney Little e che, proprio la sera del delitto, Strike aveva incontrato Victor e si era fermato a parlare con lui in un bar. A questo punto decide di aumentare la pressione sul piccolo trafficante che inizia a essere sospettato dai suoi stessi galoppini, per le lunghe conversazioni cui lo obbliga Rocco. Anche Rodney è preoccupato di essere coinvolto, come mandante, e cerca di spaventare Strike. Il ragazzo non regge la duplice pressione e finisce in ospedale con un'ulcera perforata. Rocco è sempre più convinto di avere arrestato "il fratello sbagliato".

### Trent'anni di galera
Victor non parla. Si è chiuso completamente e non recede dalla versione dei fatti che ha fornito. Rocco cerca di fargli capire che il giudice non crederà alla legittima difesa e che rischia di prendersi trent'anni di galera. Vuole farlo ragionare e gli ricorda i suoi progetti, i figli, la vita che avrebbe voluto condurre, fuori dal ghetto, e per cui ha tanto lavorato. Nemmeno la madre di Victor parla. Rocco pensa che conosca le vere motivazioni del figlio. La donna esita ma alla fine non cede. Rocco si accanisce contro Strike. È convinto che sia lui, comunque, la causa del delitto. Gli rinfaccia le balle che gli ha raccontato e, in preda all'ira, lo chiama sporco negro e lo accusa di essere il killer di Darryl. Sappiamo che non è così. Non è stato Strike a uccidere Darryl. Lui stesso si interroga sulla dinamica dell'omicidio. Potrebbe essere stato Champ a ordinare al suo killer, Buddha Hut, di uccidere Darryl. Strike scopre che anche Victor conosce Buddha Hut e allora pensa che fosse lui "il suo uomo", di cui Victor gli aveva parlato, la sera, prima del delitto. È tentato di accusare Buddha Hut con una telefonata anonima. Chiama Rocco alla omicidi ma non si decide a pronunciare il nome, limitandosi a balbettare "Bu-bu...Bu".

### Sputa l'osso
Rodney è sempre più convinto che Strike abbia parlato e lo stia accusando. Viene arrestato per spaccio e Rocco gli fa credere che, in realtà, l'accusa sia più grave e la soffiata provenga da Strike. Rodney esce su cauzione, incarica Erroll Barnes, un tossico pluriomicida, di uccidere Strike. Ma Erroll viene a sua volta ucciso da un ragazzino di undici anni, amico di Strike, che spara con la pistola che aveva sottratto nell'appartamento dell'amico. A questo punto Strike capisce che non ha più scampo: Rocco ha in mano la sua pistola e la confessione del ragazzino. Può accusarlo di essere il mandante dell'omicidio di Erroll. Rodney vuole ucciderlo e non dubita che sia in grado di farlo: lo insegue fin sotto il commissariato e lo aspetta in strada, con una mazza di metallo in mano. Strike decide di parlare. Ma nemmeno lui sa esattamente come sono andate le cose. Confessa a Rocco di aver subito pressioni da Rodney perché facesse fuori Darryl, che vendeva droga di altri fornitori nel suo territorio. Ammette di averne parlato con Victor. pensa che potrebbe essere stato Buddha Hut a compiere materialmente l'omicidio. Ma non riesce a convincere Rocco, che lo costringe a telefonare alla madre per farsi dare la sua versione dei fatti. È l'epilogo della storia: la madre di Victor è l'unica persona che l'abbia visto subito dopo il delitto. Rocco pensa che sappia la verità. La madre dapprima rifiuta di parlare ma poi cede e confessa tutto, al figlio Strike, senza sapere che Rocco sta ascoltando sulla derivazione.

## Recensioni
- "È uno di quei libri che ti vengono vicino, ti afferrano, ti trascinano verso il basso come farebbe una pietra, convincendoti - con i suoi vividi, irripetibili dettagli, la sua complessità morale e il profondo scavo - che ogni parola è autentica" - Scott Turow
- "Triumphant... An outstanding accomplishment."—The Philadelphia Inquirer
- "A huge, ambitious novel about cops, kids, and cocaine... Price pressure-cooks the city down to its dense, searing essentials."—The Village Voice
- "Page after page explodes with a prose as vivid as kinetic art."--Chicago Tribune
- "Price displays a near-perfect ear for street language... He gets so deep under the skin of both the cops and the clockers that it's hard to believe he himself has never been either."--People
- "A classic... A powerful book."--Newsweek
- Price esplora gli ultimi anni del ventesimo secolo nell'America suburbana, con un taglio ruvido e realistico che gli ha meritato un ampio riconoscimento letterario. Molte delle sue storie sono ambientate in una cittadina dal nome di fantasia di Dempsey, nello Stato di New Jersey, che somiglia molto a Jersey City. Walter Kirn affianca Price a due grandi romanzieri americani: Raymond Chandler e Saul Bellow.
- Per quasi seicento pagine, Price ci sbatte a forza nel mondo di due tra le peggiori professioni che si svolgono nelle città metropolitane: lo spacciatore e l'investigatore della squadra omicidi. E - questa è la buona notizia - ne vale la pena[1].

## Significato letterario
Il romanzo colpisce per la capacità di Price di calarsi negli ambienti dei giovani "gangster" neri che spacciano crack e dei vari corpi di polizia che operano, spesso in modo illegale, nel vasto territorio dei casermoni suburbani della Greater New York. Anni di ricerca - condotta da Price sul campo - hanno dato buoni frutti: senza confondere mai le diverse psicologie dei personaggi, di cui interseca incessantemente le vite, Price ci mette di fronte all'inevitabile: Strike non si sente colpevole perché spaccia ai minorenni: "Se non lo facessi io lo farebbe qualcun altro: l'unica cosa che cambierebbe è il flusso di dollari che entra nelle mie tasche".
La perfetta caratterizzazione dei diversi ambienti e dei relativi modi di pensare, spesso opposti ma in qualche modo coincidenti, si realizza a colpi di realtà sbattuta in faccia: "Quando vi chinate su di un cadavere ("un'altra macchia sull'asfalto") sulla scena del crimine, ricordatevi di infilare la cravatta nella camicia, altrimenti si sporcherà di sangue. Se dovete sedervi in un ufficio per la libertà vigilata, scegliete le sedie di plastica, quelle in tessuto "puzzano e sono piene di capelli e schifezze cadute dai vestiti della gente". Se devi pianificare i tuoi spostamenti con il crack e hai bisogno di una base logistica: "ricordati di cambiare appartamento ogni giorno: i poliziotti hanno bisogno di un mandato per fare irruzione. Prima che il giudice lo firmi, avrai già cambiato indirizzo". Le informazioni sono così minuziose e convincenti che, alla fine della lettura, vi sentirete pronti per spacciare crack nei projects di Jersey City o di far parte della squadra omicidi di Rocco Klein. O entrambe le cose.

## Adattamenti cinematografici
- Nel 1995, il regista Spike Lee ha adattato la storia, modificandola e ricavandone una sceneggiatura Clockers che "racconta solo metà della vicenda[4]", cui Price, in un primo momento, si era opposto. Le pressioni congiunte di Lee e Martin Scorsese - che avrebbe dovuto dirigere il film ma poi, preso da altri impegni, decideva di affidarlo a Lee, riservandosi il ruolo di produttore - finirono per convincere Price a co-firmare la sceneggiatura[2]. Rispetto al libro il film è più stringato: elimina Crystall, la ragazza di Strike e Touhey, l'attore che segue Rocco per ispirarsi, in un eventuale ruolo da poliziotto che poi non farà. Per Spike Lee la causa dell'insuccesso del suo film va cercata nello stile della storia: «Abbiamo raccontato quel tipo di vita in modo realistico. Non abbiamo descritto il protagonista come un eroe. Abbiamo peccato d'ingenuità: pensavo che questo film sarebbe stato l'ultimo chiodo nella bara del gangsta rap»[2].
- Il libro ha ispirato anche la serie drammatica The Wire, per cui Price ha scritto la sceneggiatura, lavorando a stretto contatto con il creatore dello show, David Simon.

## Edizioni
- Richard Price, Clockers - I portatori d'estasi, collana Narrativa, traduzione di M. T. Marenco, Sperling & Kupfer, 1993, ISBN 88-200-1672-9.

- (EN) Richard Price, Clockers, 1ª ed., Picador, 2008, ISBN 978-0-312-42618-7.

- (EN) Richard Price, Clockers, Houghton Mifflin Harcourt, 1992, ISBN 0-395-53761-4.

- (FR) Richard Price, Clockers, France Loisirs, 1995, ISBN 2-7242-9098-4.

- (EN) Richard Price, Clockers, Bloomsbury Publishing Plc, 2003, ISBN 0-7475-6476-0.

- (DE) Richard Price, Clockers, 1ª ed., Fischer E-Books, 2011, ISBN non esistente.